# Sven Yrvind

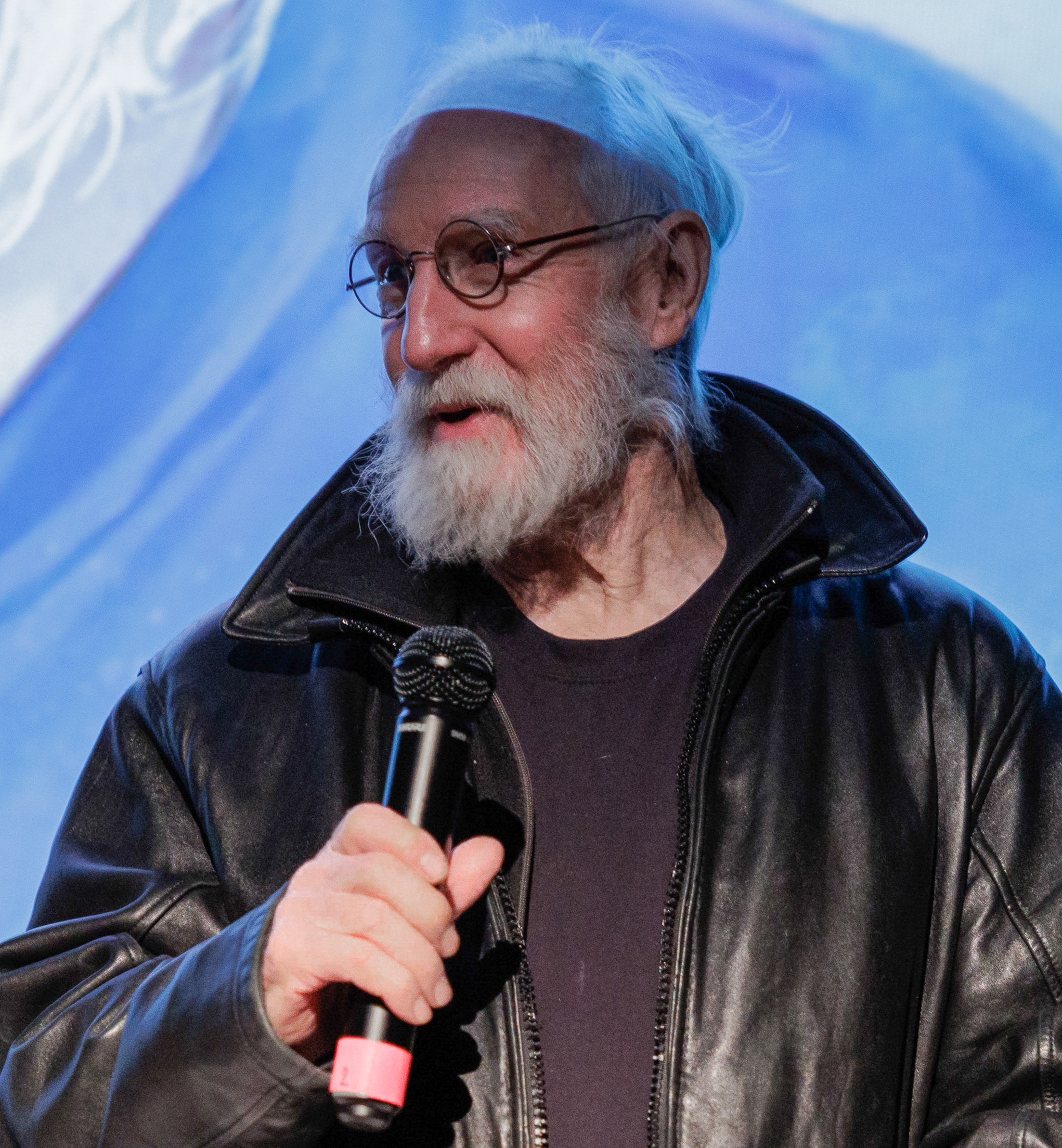
Sven Yrvind (2023)

Svend Yrvind (* 22. April 1939 als Sven Lundin) ist ein schwedischer Segler, Bootsbauer, Abenteurer und Schriftsteller. Er gilt als Pionier des Mikrosegelns und erlangte internationale Bekanntheit, indem er mehrere Ozeanüberquerungen in sehr kleinen, selbst gebauten Booten unternahm. Im Jahr 1980 umrundete er in seinem Boot Bris II Kap Hoorn. Das Boot hatte eine Länge von nur 5,90 m und war damit das kleinste Schiff, dem dies gelang. Für diese Leistung erhielt er vom Royal Cruising Club in London die Medal for Seamanship.
Bris entwickelte den Bris-Sextant, ein einfaches Navigationsinstrument. Die Yrvind Insel im Archipel der Südlichen Shetlandinseln in der Antarktis wurde nach ihm benannt.